# Tipporah Patera
La Tipporah Patera è una struttura geologica della superficie di Venere.